# Вождь Джозеф
Вождь Джозеф (англ. Chief Joseph) — лидер индейского племени не-персе. Был сторонником мирных отношений с американцами, но в историю XIX века вошёл как один из величайших военных предводителей индейцев Северной Америки.

## Биография

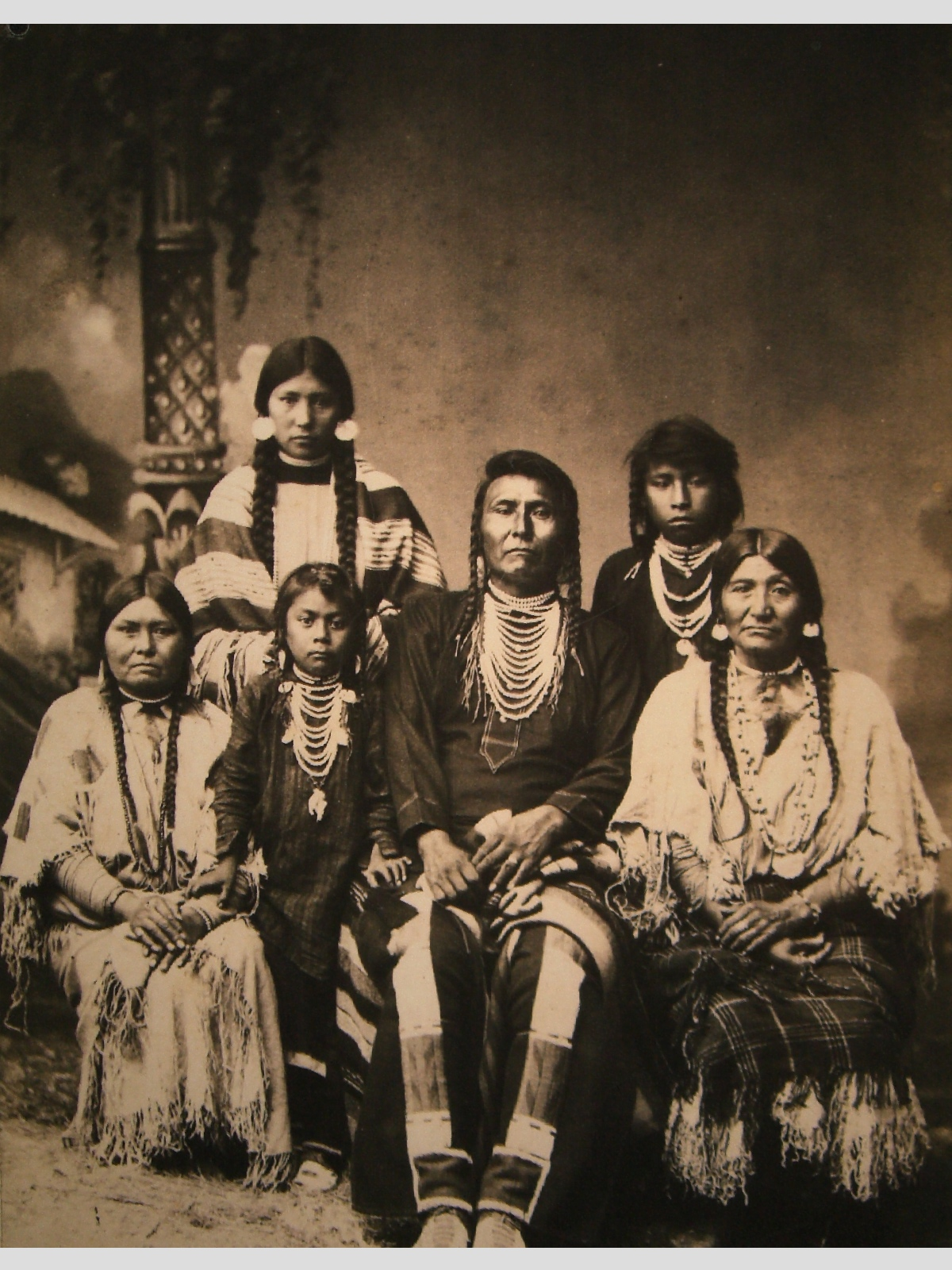
Вождь Джозеф с семьёй, 1880 год

Вождь Джозеф родился в долине Уаллоуа, на северо-востоке современного штата Орегон. В родном племени его звали Хинматон-Йалаткит (англ. Hinmaton-Yalatkit) или Хин-ма-ту-йа-лат-кект (англ. Hin-mah-too-yah-lat-kekt) — Гром, Раскатывающийся В Горах или Перекатывающийся Через Горы Гром. Белым людям он стал известен как Джозеф-младший, так как его отец принял христианство и был известен под именем Джозеф, позднее его стали называть Вождь Джозеф.
В 1860 году на землях не-персе было обнаружено золото и тысячи старателей ринулись на территорию резервации племени. Белые люди не только добывали золото, но и угоняли лошадей у не-персе. Напряжение между индейцами и американцами нарастало. В 1863 и 1868 годах не-персе подписали ряд договоров с правительством США, в результате которых площадь резервации племени уменьшилась в 7 раз и в неё больше не входили земли многих лидеров племени, включая территорию общины вождя Джозефа-старшего. Отец Джозефа был против продажи земли, он не присутствовал на переговорах и с условиями новых договоров не был знаком. Его община продолжала занимать свои земли в долине Уаллоуа, сохраняя мирные отношения со своими белыми соседями.

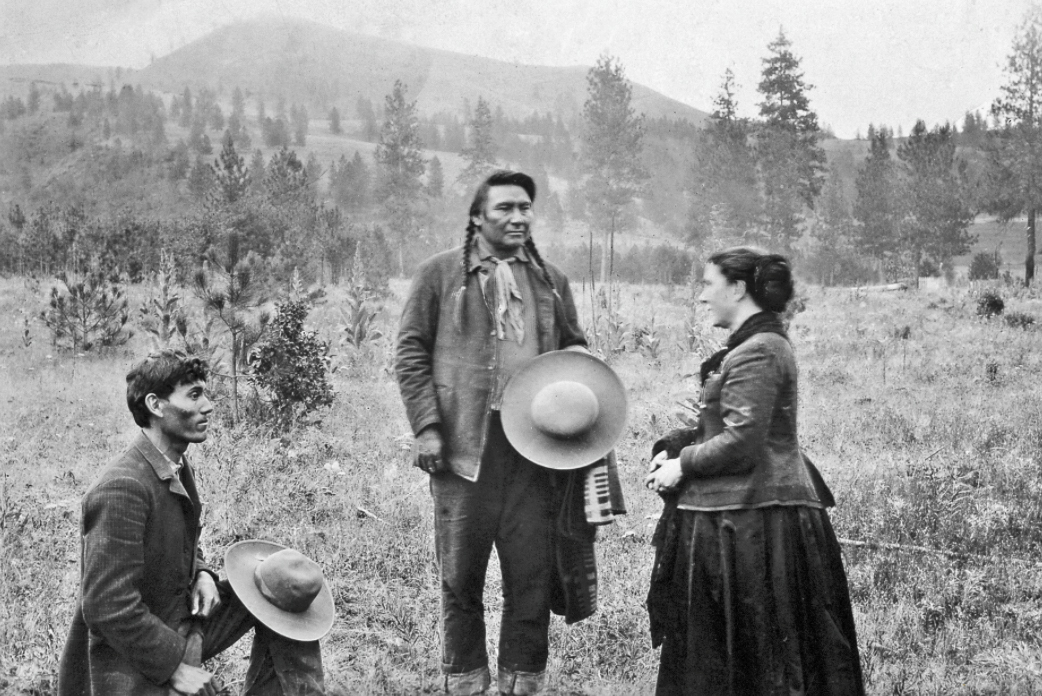
Вождь Джозеф, этнолог Элис Каннингем Флетчер и переводчик Джеймс Стюарт, 1889 год

После смерти своего отца в 1871 году Джозеф становится вождём. В 1877 году правительство, под давлением белых поселенцев и золотодобытчиков, решило выселить оставшихся в долине Уаллоуа не-персе в Айдахо. Выполнение задачи было поручено генералу армии США Оливеру Ховарду. Генерал встретился с Джозефом и другими лидерами не-персе для того, чтобы попытаться достичь мирного урегулирования. Но переговоры были нарушены столкновением между несколькими молодыми индейцами и некоторыми белыми поселенцами, в результате чего пострадали обе стороны. Оливер Ховард решил действовать силой и стал готовиться к войне с индейцами, которая стала известна как война не-персе.
В первом бою, в каньоне Белой Птицы, армия США потерпела сокрушительное поражение. Белые потеряли убитыми 34 кавалериста, у не-персе лишь двое воинов были ранены. Несмотря на успех, Джозеф реально оценивал военную мощь американской армии и решил отступать в Монтану. Отступление Джозефа и его людей признано одним из ярчайших эпизодов военной истории США. После отказа индейцев кроу помочь им, не-персе решили бежать в Канаду. Джозеф был признанным лидером группы, но в принятии решений участвовали все вожди и они были свободны действовать по своему собственному усмотрению. Не-персе дважды пересекали Скалистые горы, отбили нападение отряда Джона Гиббона в сражении при Биг-Хоул, прошли через Йеллоустонский национальный парк и переправились через реку Миссури. Они проделали путь длиной в 2600 км, но 30 сентября 1877 года в горах Бэр-По были окружены армейскими силами под командованием Нельсона Майлза. Части не-персе удалось ускользнуть от полковника и уйти в Канаду, но большинство, после пятидневного сражения, сдались Майлзу. Сам Джозеф сложил оружие 5 октября, вместе с ним капитулировали 87 мужчин, 184 женщины и 147 детей.

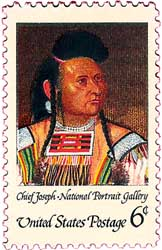
Портрет Вождя Джозефа на марке 1968 года

Нельсон Майлз пообещал людям Джозефа, что они будут возвращены в Айдахо, в резервацию племени, однако правительство США отослало их на Индейскую Территорию. Вождь Джозеф дважды ездил в Вашингтон и делал всё, чтобы помочь вернуться своим людям на север. В мае 1883 года первая группа не-персе, в основном вдовы и сироты, в количестве 29 человек отправилась в Айдахо. Остальным не-персе удалось вернуться лишь в 1885 году, некоторые из них были отправлены в резервацию Лапуай в Айдахо, а другие, включая Джозефа, переселены в резервацию Колвилл на севере штата Вашингтон.
В 1897 году Вождь Джозеф заметил, что белые поселенцы стали обосновываться на свободных землях резервации Колвилл. Местные власти не обращали на это внимание, и он отправился в Вашингтон. В столице США он изложил ситуацию президенту Уильяму Мак-Кинли и встретился с Нельсоном Майлзом и Оливером Ховардом, а поздней зимой 1903 года Джозеф снова предпринял поездку на восток и, сопровождаемый генералом Майлзом, встретился с президентом Теодором Рузвельтом.
Вождь Джозеф скончался 21 сентября 1904 года в резервации Колвилл, а 20 июня 1905 года его останки были торжественно перезахоронены.